# 孫多羅火山
孫多羅火山是印度尼西亞的火山，位於爪哇島中部，由中爪哇省負責管轄，海拔高度3,136米，山頂有小型的火山穹丘，而西北面和南面山坡有寄生火山錐。